# James Henry Thomas
James Henry Thomas (3 octobre 1874 - 21 janvier 1949), parfois connu sous le nom de Jimmy Thomas, est un syndicaliste britannique et un homme politique travailliste (plus tard National Labour). Il est impliqué dans un scandale politique impliquant des fuites d'informations budgétaires.

## Début de carrière et activités syndicales
Thomas est né à Newport, dans le Monmouthshire, le fils d'une jeune mère célibataire. Il est élevé par sa grand-mère et commence à travailler à l'âge de douze ans, comme cheminot. Il est devenu fonctionnaire de la Société fusionnée des agents des chemins de fer et en 1913 aide à organiser sa fusion avec deux syndicats plus petits sur les chemins de fer pour former l'Union nationale des cheminots (maintenant partie de la RMT). Thomas est élu secrétaire général du NUR en 1916  poste qu'il occupe jusqu'en 1931.
Il est secrétaire général lors de la grève nationale réussie des chemins de fer de 1919, qui est menée conjointement par le NUR et l'ASLEF contre les réductions de salaires proposées. En 1921, Thomas joue un rôle de premier plan dans la crise du Black Friday, au cours de laquelle les syndicats des chemins de fer et des transports n'ont pas aidé les mineurs, confrontés à des baisses de salaires. Avant la grève générale de 1926, le TUC demande à Thomas de négocier avec le gouvernement conservateur de Stanley Baldwin, mais les pourparlers échouent et la grève s'est poursuivie.

## Carrière politique
Thomas commence sa carrière politique en tant que conseiller local du Parti travailliste pour Swindon. Il est élu au Parlement en 1910 en tant que député de Derby, en remplacement de Richard Bell. Il est nommé secrétaire d'État aux Colonies dans le nouveau gouvernement travailliste de 1924 sous Ramsay MacDonald. Dans le deuxième gouvernement travailliste de 1929, Thomas est nommé Lord du sceau privé avec une responsabilité spéciale pour l'emploi. Il est devenu secrétaire d'État aux Dominions en 1930 et conserve ce poste au sein du gouvernement national de Ramsay MacDonald (1931-1935). À la suite de son adhésion au gouvernement national, il est exclu du parti travailliste et du NUR. Pendant les premiers mois du gouvernement national en 1931, il remplit également les fonctions de secrétaire colonial.
Thomas est de nouveau secrétaire d'État aux Colonies de 1935 à mai 1936, date à laquelle il est contraint de démissionner. Il est accusé d'avoir favorisé des spéculateurs boursiers notamment en leur fournissant des informations sur les modifications fiscales prévues dans le budget.
Malgré ses origines modestes, il a la réputation d'être à l'aise à tous les niveaux de la société. Parmi les ministres du Travail, il est l'un des favoris de George V .
Après avoir quitté le Parlement, Thomas est président de la British Amalgamated Transport Ltd. Il est décédé à Londres, à l'âge de 74 ans, en 1949. Après la crémation au Golders Green Crematorium, ses cendres sont enterrées à Swindon. Son fils Leslie Thomas est devenu député conservateur.